# Umar Farouk Abdulmutallab
Umar Farouk Abdulmutallab (còn được biết đến là Umar Abdul Mutallab và Omar Farooq al-Nigeri; tiếng Ả Rập: عمر فاروق عبدالمطالب, sinh 22 tháng 12 năm 1986, tại Lagos, Nigeria) là một công dân Nigeria theo Hồi giáo, người mà các viên chức Hoa Kỳ mô tả như một đặc vụ của al-Qaeda. Y bị cáo buộc âm mưu kích nổ những chất nổ nhựa giấu dưới quần áo lót của mình khi đang ở trên Chuyến bay 253 của Northwest Airlines, trên đường từ Amsterdam đến Detroit, Michigan, vào ngày lễ Giáng sinh 25 tháng 12 năm 2009.
Y sau đó bị buộc sáu tội danh hình sự, trong đó có âm mưu sử dụng một loại vũ khí hủy diệt hàng loạt và âm mưu sát hại 289 người. Ông bị Hoa Kỳ bắt giam, chờ thêm thủ tục tố tụng pháp lý. Nigeria, một nước cung cấp dầu hỏa quan trọng cho Hoa Kỳ, cho rằng Abdulmutallab phần lớn đi học ở nước ngoài và người ta tin rằng anh ta đã bị nhiễm tư tưởng quá khích ở Luân Đôn và Yemen.